# Lista planetelor minore/17001–17100
Aceasta este Lista planetelor minore/17001–17100; pentru a naviga prin lista completă vezi Lista planetelor minore.
Pentru ale detalii vezi și Proiect:Astronomie sau Portal:Astronomie.
| Nume                | Denumire provizorie | Data descoperirii | Locul descoperirii     | Descoperitor(i)                |
| ------------------- | ------------------- | ----------------- | ---------------------- | ------------------------------ |
| 17001 -             | 1999 CT54           | 10 februarie 1999 | Socorro                | LINEAR                         |
| 17002 Kouzel        | 1999 CV54           | 10 februarie 1999 | Socorro                | LINEAR                         |
| 17003 -             | 1999 CE55           | 10 februarie 1999 | Socorro                | LINEAR                         |
| 17004 Sinkevich     | 1999 CR61           | 12 februarie 1999 | Socorro                | LINEAR                         |
| 17005 -             | 1999 CD63           | 12 februarie 1999 | Socorro                | LINEAR                         |
| 17006 -             | 1999 CH63           | 12 februarie 1999 | Socorro                | LINEAR                         |
| 17007 -             | 1999 CK65           | 12 februarie 1999 | Socorro                | LINEAR                         |
| 17008 -             | 1999 CL65           | 12 februarie 1999 | Socorro                | LINEAR                         |
| 17009 -             | 1999 CM70           | 12 februarie 1999 | Socorro                | LINEAR                         |
| 17010 -             | 1999 CQ72           | 12 februarie 1999 | Socorro                | LINEAR                         |
| 17011 -             | 1999 CC80           | 12 februarie 1999 | Socorro                | LINEAR                         |
| 17012 -             | 1999 CY80           | 12 februarie 1999 | Socorro                | LINEAR                         |
| 17013 -             | 1999 CA82           | 12 februarie 1999 | Socorro                | LINEAR                         |
| 17014 -             | 1999 CY96           | 10 februarie 1999 | Socorro                | LINEAR                         |
| 17015 -             | 1999 CN117          | 12 februarie 1999 | Socorro                | LINEAR                         |
| 17016 -             | 1999 CV123          | 11 februarie 1999 | Socorro                | LINEAR                         |
| 17017 -             | 1999 CJ138          | 11 februarie 1999 | Kitt Peak              | Spacewatch                     |
| 17018 -             | 1999 DB1            | 18 februarie 1999 | Haleakala              | NEAT                           |
| 17019 Aldo          | 1999 DV3            | 23 februarie 1999 | Montelupo⁠(d)           | M. Tombelli⁠(d), G. Forti⁠(d)    |
| 17020 Hopemeraengus | 1999 DH4            | 24 februarie 1999 | Cocoa⁠(d)               | I. P. Griffin⁠(d)               |
| 17021 -             | 1999 DS6            | 20 februarie 1999 | Socorro                | LINEAR                         |
| 17022 Huisjen       | 1999 DN7            | 18 februarie 1999 | Anderson Mesa          | LONEOS                         |
| 17023 Abbott        | 1999 EG             | 7 martie 1999     | Reedy Creek            | J. Broughton⁠(d)                |
| 17024 Costello      | 1999 EJ5            | 15 martie 1999    | Reedy Creek            | J. Broughton                   |
| 17025 Pilachowski   | 1999 ES5            | 13 martie 1999    | Goodricke-Pigott⁠(d)    | R. A. Tucker⁠(d)                |
| 17026 -             | 1999 EC8            | 12 martie 1999    | Kitt Peak              | Spacewatch                     |
| 17027 -             | 1999 EF12           | 15 martie 1999    | Socorro                | LINEAR                         |
| 17028 -             | 1999 FJ5            | 18 martie 1999    | Kitt Peak              | Spacewatch                     |
| 17029 Cuillandre    | 1999 FM6            | 17 martie 1999    | Caussols               | ODAS⁠(d)                        |
| 17030 -             | 1999 FC9            | 19 martie 1999    | Anderson Mesa          | LONEOS                         |
| 17031 Piethut       | 1999 FL9            | 22 martie 1999    | Anderson Mesa          | LONEOS                         |
| 17032 Edlu          | 1999 FM9            | 22 martie 1999    | Anderson Mesa          | LONEOS                         |
| 17033 Rusty         | 1999 FR9            | 22 martie 1999    | Anderson Mesa          | LONEOS                         |
| 17034 Vasylshev     | 1999 FS9            | 22 martie 1999    | Anderson Mesa          | LONEOS                         |
| 17035 Velichko      | 1999 FC10           | 22 martie 1999    | Anderson Mesa          | LONEOS                         |
| 17036 Krugly        | 1999 FD10           | 22 martie 1999    | Anderson Mesa          | LONEOS                         |
| 17037 -             | 1999 FV10           | 16 martie 1999    | Kitt Peak              | Spacewatch                     |
| 17038 Wake          | 1999 FO21           | 26 martie 1999    | Reedy Creek            | J. Broughton⁠(d)                |
| 17039 Yeuseyenka    | 1999 FN26           | 19 martie 1999    | Socorro                | LINEAR                         |
| 17040 Almeida       | 1999 FT27           | 19 martie 1999    | Socorro                | LINEAR                         |
| 17041 Castagna      | 1999 FB30           | 19 martie 1999    | Socorro                | LINEAR                         |
| 17042 Madiraju      | 1999 FG30           | 19 martie 1999    | Socorro                | LINEAR                         |
| 17043 -             | 1999 FJ30           | 19 martie 1999    | Socorro                | LINEAR                         |
| 17044 Mubdirahman   | 1999 FZ30           | 19 martie 1999    | Socorro                | LINEAR                         |
| 17045 Markert       | 1999 FV32           | 22 martie 1999    | Mauna Kea⁠(d)           | D. J. Tholen⁠(d)                |
| 17046 Kenway        | 1999 FM33           | 19 martie 1999    | Socorro                | LINEAR                         |
| 17047 -             | 1999 FP33           | 19 martie 1999    | Socorro                | LINEAR                         |
| 17048 -             | 1999 FD34           | 19 martie 1999    | Socorro                | LINEAR                         |
| 17049 Miron         | 1999 FJ34           | 19 martie 1999    | Socorro                | LINEAR                         |
| 17050 Weiskopf      | 1999 FX45           | 20 martie 1999    | Socorro                | LINEAR                         |
| 17051 Oflynn        | 1999 FW46           | 20 martie 1999    | Socorro                | LINEAR                         |
| 17052 -             | 1999 FS51           | 20 martie 1999    | Socorro                | LINEAR                         |
| 17053 -             | 1999 FX56           | 20 martie 1999    | Socorro                | LINEAR                         |
| 17054 -             | 1999 GL2            | 6 aprilie 1999    | Višnjan Observatory⁠(d) | K. Korlević                    |
| 17055               | 1999 GP3            | 6 aprilie 1999    | King City⁠(d)           | R. G. Sandness⁠(d)              |
| 17056 Boschetti     | 1999 GW3            | 6 aprilie 1999    | San Marcello⁠(d)        | L. Tesi⁠(d), A. Boattini⁠(d)     |
| 17057 -             | 1999 GS4            | 10 aprilie 1999   | Višnjan Observatory⁠(d) | K. Korlević                    |
| 17058 Rocknroll     | 1999 GA5            | 13 aprilie 1999   | Reedy Creek            | J. Broughton⁠(d)                |
| 17059 Elvis         | 1999 GX5            | 15 aprilie 1999   | Reedy Creek            | J. Broughton                   |
| 17060 Mikecombi     | 1999 GX7            | 9 aprilie 1999    | Anderson Mesa          | LONEOS                         |
| 17061 Tegler        | 1999 GQ8            | 10 aprilie 1999   | Anderson Mesa          | LONEOS                         |
| 17062 Bardot        | 1999 GR8            | 10 aprilie 1999   | Anderson Mesa          | LONEOS                         |
| 17063 Papaloizou    | 1999 GP9            | 15 aprilie 1999   | Anderson Mesa          | LONEOS                         |
| 17064 -             | 1999 GX16           | 15 aprilie 1999   | Socorro                | LINEAR                         |
| 17065 -             | 1999 GK17           | 15 aprilie 1999   | Socorro                | LINEAR                         |
| 17066 Ginagallant   | 1999 GG18           | 15 aprilie 1999   | Socorro                | LINEAR                         |
| 17067 -             | 1999 GF19           | 15 aprilie 1999   | Socorro                | LINEAR                         |
| 17068 -             | 1999 GO19           | 15 aprilie 1999   | Socorro                | LINEAR                         |
| 17069 -             | 1999 GD20           | 15 aprilie 1999   | Socorro                | LINEAR                         |
| 17070 -             | 1999 GG20           | 15 aprilie 1999   | Socorro                | LINEAR                         |
| 17071 -             | 1999 GK21           | 15 aprilie 1999   | Socorro                | LINEAR                         |
| 17072 Athiviraham   | 1999 GT31           | 7 aprilie 1999    | Socorro                | LINEAR                         |
| 17073 Alexblank     | 1999 GX34           | 6 aprilie 1999    | Socorro                | LINEAR                         |
| 17074 -             | 1999 GQ36           | 12 aprilie 1999   | Socorro                | LINEAR                         |
| 17075 Pankonin      | 1999 GF49           | 9 aprilie 1999    | Anderson Mesa          | LONEOS                         |
| 17076 Betti         | 1999 HO             | 18 aprilie 1999   | Prescott⁠(d)            | P. G. Comba⁠(d)                 |
| 17077 Pampaloni     | 1999 HY2            | 25 aprilie 1999   | San Marcello⁠(d)        | A. Boattini⁠(d), M. Tombelli⁠(d) |
| 17078 Sellers       | 1999 HD3            | 24 aprilie 1999   | Reedy Creek            | J. Broughton⁠(d)                |
| 17079 Lavrovsky     | 1999 HD9            | 17 aprilie 1999   | Socorro                | LINEAR                         |
| 17080 -             | 1999 HE9            | 17 aprilie 1999   | Socorro                | LINEAR                         |
| 17081 Jaytee        | 1999 JT1            | 8 mai 1999        | Catalina               | CSS                            |
| 17082 -             | 1999 JC3            | 9 mai 1999        | Višnjan Observatory⁠(d) | K. Korlević                    |
| 17083 -             | 1999 JB4            | 10 mai 1999       | Socorro                | LINEAR                         |
| 17084 -             | 1999 JV14           | 10 mai 1999       | Socorro                | LINEAR                         |
| 17085 -             | 1999 JM16           | 15 mai 1999       | Kitt Peak              | Spacewatch                     |
| 17086 Ruima         | 1999 JH18           | 10 mai 1999       | Socorro                | LINEAR                         |
| 17087 -             | 1999 JC19           | 10 mai 1999       | Socorro                | LINEAR                         |
| 17088 Giupalazzolo  | 1999 JF19           | 10 mai 1999       | Socorro                | LINEAR                         |
| 17089 Mercado       | 1999 JU19           | 10 mai 1999       | Socorro                | LINEAR                         |
| 17090 Mundaca       | 1999 JE21           | 10 mai 1999       | Socorro                | LINEAR                         |
| 17091 Senthalir     | 1999 JM21           | 10 mai 1999       | Socorro                | LINEAR                         |
| 17092 Sharanya      | 1999 JP21           | 10 mai 1999       | Socorro                | LINEAR                         |
| 17093 -             | 1999 JH22           | 10 mai 1999       | Socorro                | LINEAR                         |
| 17094 -             | 1999 JV25           | 10 mai 1999       | Socorro                | LINEAR                         |
| 17095 Mahadik       | 1999 JN26           | 10 mai 1999       | Socorro                | LINEAR                         |
| 17096 -             | 1999 JX26           | 10 mai 1999       | Socorro                | LINEAR                         |
| 17097 Ronneuman     | 1999 JX31           | 10 mai 1999       | Socorro                | LINEAR                         |
| 17098 Ikedamai      | 1999 JE34           | 10 mai 1999       | Socorro                | LINEAR                         |
| 17099 -             | 1999 JE37           | 10 mai 1999       | Socorro                | LINEAR                         |
| 17100 Kamiokanatsu  | 1999 JT37           | 10 mai 1999       | Socorro                | LINEAR                         |